# بارك سونغ هو
بارك سونغ هو (27 يوليو 1982 في كوريا الجنوبية - ) هو لاعب كرة قدم كوري جنوبي في مركز الهجوم. لعب مع بوهانغ ستيلرز وفيغالتا سنداي ونادي أولسان هيونداي ونادي بوسان أي بارك ونادي سول ونادي يوكوهاما ودايجون هانا سيتزن وAsan Mugunghwa FC ‏.

## وصلات خارجية
- بارك سونغ هو على موقع رابطة كرة القدم اليابانية للمحترفين (اليابانية)
- بارك سونغ هو على موقع دوري كوريا الجنوبية (الإنجليزية)
- بارك سونغ هو على موقع قاعدة بيانات كرة القدم.إي يو (الإنجليزية)
- بارك سونغ هو على موقع عالم كرة القدم.نت (الإنجليزية)